# SC Americano (Rio de Janeiro)
SC Americano was een Braziliaanse voetbalclub uit Rio de Janeiro.

## Geschiedenis
De club werd opgericht op 3 november 1911. De club had blauw-zwarte clubkleuren. In 1912 en 1913 nam de club deel aan het staatskampioenschap. In 1912 was de competitie in twee groepen gesplitst na onenigheden. Americano werd er tweede, met één punt achterstand op Botafogo. Het volgende seizoen werden beide competities weer verenigd en nu verloor Americano alle negen de competitiewedstrijden en degradeerde. Wanneer de club precies ontbonden werd is niet bekend. 